# Museu Arqueològic i Etnogràfic Municipal Soler Blasco
El Museu Arqueològic i Etnogràfic Municipal Soler Blasco (col·loquialment Museu Soler Blasco, i també conegut com el Museu de Xàbia) és com el seu nom indica un museu a càrrec del consistori de Xàbia (la Marina Alta). Està ubicat en un edifici rellevant del centre històric de la vila conegut com la casa-palau d'Antoni Banyuls.

## Origen
L'origen d'aquesta entitat arranca l'any 1969 arran de la creació d'una petita col·lecció de materials etnogràfics i històrics recollits per una colla de joves dirigida per J. B. Soler i J. Celda. Pocs anys després, aquests materials ocupen una dependència del jutjat de pau, ja a la vila. D'aquest lloc passaran, el 1973, a la capella de Santa Anna, on va ser muntada una petita exposició. L'any 1975, l'ajuntament va adquirir gràcies a les gestions de J. Soler Blasco (aleshores alcalde de Xàbia) l'antiga casa-palau d'Antoni Banyuls (anomenada així pel seu primer propietari i constructor, Antoni Banyuls (??-1662); que va ser majordom de Felip III), que acollirà, des de 1977, l'actual exposició permanent. Va ser en reconeixement del primer director i principal promotor, Joan Baptista Soler Blasco, que la corporació va batejar amb el seu nom aquest museu. Des de 1985 aquesta institució compta amb un arqueòleg municipal que la gestiona i assessora tècnicament.

## El museu
Al costat de les sales d'exposició permanent, el museu disposa d'altres serveis: biblioteca (amb quasi quatre mil volums), magatzems d'arqueologia i etnografia i un petit laboratori de restauració. A més a més, des del museu es realitzen excavacions arqueològiques que afecten l'àmbit del terme municipal, i d'altres tasques de prospecció, catalogació i protecció del patrimoni històric i etnogràfic de Xàbia, que són divulgades mitjançant exposicions temporals i per la revista Xàbiga, editada pel museu.
L'estiu de l'any 2008, el museu va ser eixamplat amb un nou edifici que va millorar les instal·lacions museístiques i va permetre d'afegir dues noves sales d'exposició i una sala de conferències. La primera planta mostra una selecció de l'obra llegada pel pintor J. B. Segarra Llamas (Xàbia, 1916 - 1994) amb 32 obres exposades, realitzades en diverses tècniques (oli, carbó, grafit, sanguina i aquarel·la), així com un recull d'objectes personals de l'artista. La planta superior està dedicada a l'arqueologia submarina, amb una col·lecció de peces procedents del litoral de Xàbia. Hi destaca el conjunt de vint-i-quatre àmfores de diferents tipus i amb unes datacions que van del segle VII a.n.e fins al segle VII de la nostra era. També s'exposen nombrosos objectes ceràmics i metàl·lics que mostren i expliquen els contactes i les relacions de la població Xàbia durant els darrers dos mil cinc-cents anys, així com una gran àncora de plom d'època romana –ara restituïda– que va ser recuperada a les aigües del cap de Martí i la cala Sardinera. En 2016 fou visitat per més de 23.000 persones.